# Зулцдорф ан дер Ледерхеке
Зулцдорф ан дер Ледерхеке (њем. Sulzdorf an der Lederhecke) општина је у њемачкој савезној држави Баварска. Једно је од 37 општинских средишта округа Рен-Грабфелд. Према процјени из 2010. у општини је живјело 1.203 становника. Посједује регионалну шифру (AGS) 9673172.

## Географски и демографски подаци
Зулцдорф ан дер Ледерхеке се налази у савезној држави Баварска у округу Рен-Грабфелд. Општина се налази на надморској висини од 330 метара. Површина општине износи 36,4 km². У самом мјесту је, према процјени из 2010. године, живјело 1.203 становника. Просјечна густина становништва износи 33 становника/km².